# Шевич, Георгий Иванович (генерал-майор)
Гео́ргий Ива́нович Ше́вич (23 ноября 1871 — 8 октября 1966, Париж, Франция) — русский генерал-майор, командир лейб-гвардии Гусарского Его Величества полка.

## Биография
Православный. Из дворян.
Сын члена Государственного совета действительного тайного советника Ивана Егоровича Шевича (1838—1912) и Марии Адольфовны Струве (1848—1914).
Окончил Пажеский корпус (1893), выпущен корнетом в лейб-гвардии Гусарский Его Величества полк.
Чины: поручик (1897), штабс-ротмистр (1900), ротмистр (1904), полковник (1905), генерал-майор (за отличие, 1913), генерал-майор Свиты (1915).
Заведывал новобранцами полка и полковой фехтовальной командой. В течение четырех с половиной лет командовал эскадроном Гусарского полка, затем заведывал хозяйством полка (февраль—декабрь 1907). Был помощником командира полка по строевой части (1909—1910).
В 1910—1911 годах состоял в распоряжении Главнокомандующего войсками Гвардии и Петербургского военного округа. Затем командовал 20-м драгунским Финляндским полком (1911—1913).
24 декабря 1913 был назначен командиром лейб-гвардии Гусарского полка, с которым вступил в Первую мировую войну.  В январе 1915 г. стал командиром 2-й бригады 2-й гвардейской кавалерийской дивизии (до июля 1915 г. продолжал оставаться и командиром лейб-гусар). Позднее командовал 1-й бригадой 2-й гвардейской кавалерийской дивизии (июль—ноябрь 1915). C 8 февраля 1916 по 14 апреля 1917 находился в распоряжении Кавказского наместника великого князя Николая Николаевича. 14 апреля был отчислен в резерв чинов при штабе Кавказского военного округа.
Участвовал в Белом движении в составе ВСЮР. 
В январе 1920 был эвакуирован из Новороссийска. Семья эмигрировала сначала в Швейцарию, затем на два года в Берлин, с 1923 году семья Шевич поселилась в Париже. В Париже был участником многих эмигрантских военных объединений. Состоял председателем объединения лейб-гвардии Гусарского полка, затем председателем Гвардейского объединения, почетным председателем Союза пажей. В 1924 году вступил в Союз ревнителей памяти императора Николая II.
Скончался в 1966 году. Похоронен на кладбище Сент-Женевьев-де-Буа.

## Семья и дети
29 апреля 1898 года женился на Марии Кирилловне Струве (26.11.1878—1969), фрейлине, дочери Кирилла Васильевича Струве (1835-1907) и Марии Николаевны Анненковой (1842-1889). У пары родилось трое детей:
- Мария - вышла замуж за Николая Петровича Балахова и имела потомство.
- Иван
- Кирилл (старец Сергий)

## Награды
- Орден Святого Станислава 3-й ст. (1901);
- Орден Святой Анны 3-й ст. (1906);
- Орден Святого Станислава 2-й ст. (1909);
- Высочайшее благоволение (1910);
- Орден Святой Анны 2-й ст. (1912);
- Орден Святого Владимира 4-й ст. с мечами и бантом (1914);
- Орден Святого Владимира 3-й ст. (1915);
- Орден Святого Станислава 1-й ст. с мечами (1916).

Иностранные:
- сиамский орден Короны 2-й ст. (1907).